# Lijst van voetbalinterlands Brazilië - Oekraïne
Deze lijst van voetbalinterlands is een overzicht van alle officiële voetbalwedstrijden tussen de nationale teams van Brazilië en Oekraïne. De landen speelden tot op heden een keer tegen elkaar: een vriendschappelijke wedstrijd, die werd gespeeld op 11 oktober 2010 in Derby (Verenigd Koninkrijk).

## Wedstrijden
| № | Plaats | Datum           | Competitie        | Wedstrijd           | Uitslag |
| - | ------ | --------------- | ----------------- | ------------------- | ------- |
| 1 | Derby  | 11 oktober 2010 | Vriendschappelijk | Brazilië – Oekraïne | 2 – 0   |

## Samenvatting
| Competitie        | Totaal gespeeld | Winst Brazilië | Gelijk | Winst Oekraïne | Doelsaldo Brazilië – Oekraïne |
| ----------------- | --------------- | -------------- | ------ | -------------- | ----------------------------- |
| Vriendschappelijk | 1               | 1              | 0      | 0              | 2 − 0                         |
| Totaal            | 1               | 1              | 0      | 0              | 2 − 0                         |

Wedstrijden bepaald door strafschoppen worden, in lijn met de FIFA, als een gelijkspel gerekend.